# 浙江省省级考古遗址公园
浙江省省级考古遗址公园是根據《浙江省文物博物馆事业发展“十二五”规划》、《浙江省省級考古遗址公园管理办法（试行）》等有关文件要求，由浙江省文物局评定的。已列入国家考古遗址公园的不再重复列入。第一批于2013年6月9日公布。第二批于2018年6月公布。第三批于2021年1月公布。

## 浙江省省级考古遗址公园列表
第一批（按时代先后排序）
- 上山省级考古遗址公园
- 马家浜省级考古遗址公园
- 毘山省级考古遗址公园
- 曹湾山省级考古遗址公园
- 安吉古城省级考古遗址公园（2022年12月列入国家考古遗址公园）
- 大窑龙泉窑省级考古遗址公园（2017年12月列入国家考古遗址公园）
- 南宋皇城省级考古遗址公园
- 吕祖谦家族墓省级考古遗址公园

第二批（按时代先后顺序）
- 下汤省级考古遗址公园
- 河姆渡省级考古遗址公园
- 罗家角省级考古遗址公园
- 好川省级考古遗址公园
- 庄桥坟省级考古遗址公园
- 嘉兴子城省级考古遗址公园
- 临安吴越国王陵省级考古遗址公园

第三批（按时代先后顺序）
- 荷花山考古遗址公园
- 桥头考古遗址公园
- 谭家湾考古遗址公园
- 塔山考古遗址公园
- 玉架山考古遗址公园
- 台基山考古遗址公园
- 原始瓷窑址考古遗址公园
- 凤凰山考古遗址公园
- 沙埠窑考古遗址公园
- 宋六陵考古遗址公园